# The Strand Magazine

Cover des Strand Magazine, Sammelband, 1. Halbjahr 1898

The Strand Magazine war eine britische Zeitschrift, die monatlich von 1891 bis 1950 in London erschien und nach dem Erscheinungsort, der Straße Strand (London) benannt worden war. Im späten 19. und frühen 20. Jahrhundert war das Strand Magazine die führende Literaturzeitschrift Großbritanniens.
Es gibt zwei gleichnamige, amerikanische Zeitschriften, nämlich das The Strand Magazine (1891–1916) und ein neues seit 1998 erscheinendes Strand Magazine.

## Geschichte

Artikel über neuartige Rollschuhe im Praxistest, Strand Magazine, Februar 1898

Das Strand Magazine wurde von George Newnes (1851–1910) gegründet; die erste Ausgabe erschien im Januar 1891. Erster Chefredakteur war Herbert Greenhough Smith. Die Zeitschrift veröffentlichte eine Mischung aus Erzählungen, Artikeln zu Natur, Technik und Zeitgeschichte sowie Kurzmeldungen über Prominente und Kuriositäten. Der große Erfolg des Strand Magazine beruhte auch darauf, dass es eine der ersten modernen Illustrierten war, da es durch neue Drucktechniken Ende des 19. Jahrhunderts möglich wurde, Fotos zu reproduzieren. Auf jeder Seite wurde mindestens ein Foto oder eine Grafik gedruckt, oft auch mehrere.
Eine Ausgabe des Strand Magazine kostete sechs Pence. Das Heft war 23,5 auf 16 cm groß, und eine Ausgabe hatte etwa 120 Seiten. Insgesamt erschienen 711 Ausgaben. Aufgrund von Papierrationierungen während des Zweiten Weltkriegs musste das ursprüngliche Ausgabeformat reduziert werden. Steigende Kosten und rückläufige Auflagezahlen führten 1950 zu nicht lösbaren Finanzierungsproblemen und bedeuteten das Ende der Zeitschrift. Nach der letzten Nummer, die im März 1950 erschien, ging das Strand Magazine in die Zeitschrift Men Only auf.

## Weitere Autoren
- O. Henry
- Anthony Hope
- William Wymark Jacobs
- Edith Nesbit
- Dorothy L. Sayers
- H. G. Wells
- P. G. Wodehouse

## Illustratoren
- H. M. Bateman
- Lewis Baumer
- Alexander Boyd
- Henry M. Brock
- Leonard Raven-Hill
- Sidney Sime
- George Stampa
- A. Wallis Mills

## Chefredakteure
- Herbert Greenhough Smith, 1891–1930
- Reeves Shaw, 1930 – September 1941
- R. J. Minney, Oktober 1941 – Dezember 1941
- Reginald Pound, 1942–1946
- Macdonald Hastings, 1946–1950